# Processus de Wiener

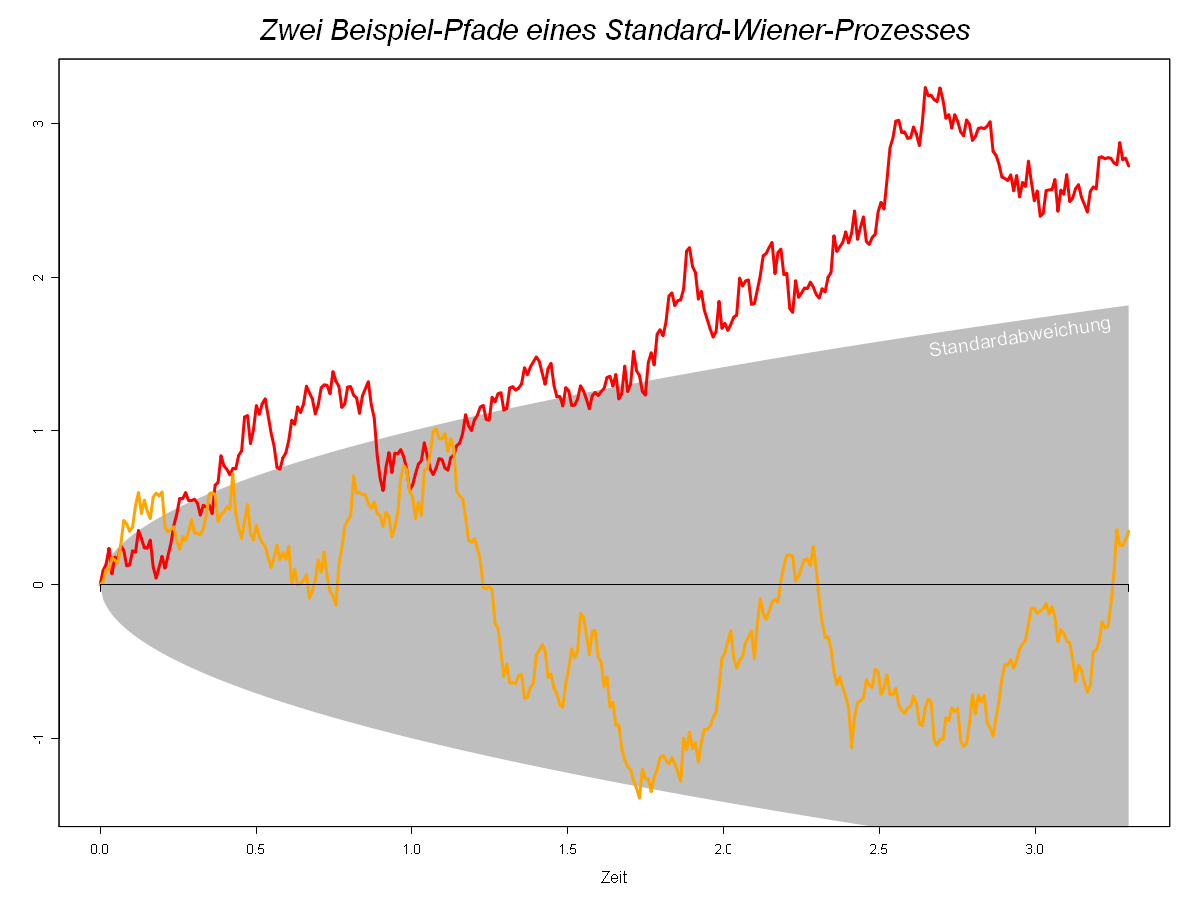
Un processus Wiener standard sur l'intervalle de temps [0,3], la variance et l'écart type sont également affichés.

En mathématiques, le processus de Wiener est un processus stochastique à temps continu nommé ainsi en l'honneur de Norbert Wiener. Il permet de modéliser le mouvement brownien. C'est l'un des processus de Lévy les mieux connus. Il est souvent utilisé en mathématique appliquée, en économie et en physique.

## Formalisme mathématique
Le processus de Wiener est défini comme un mouvement brownien standard monodimensionnel, démarrant à l'origine, et à valeurs réelles.
Concrètement, cela se traduit de la manière suivante :
On dit qu'une famille de variables aléatoires à valeurs réelles {\displaystyle (W_{t})_{t\in \mathbb {R} ^{+}}} est un processus de Wiener si :
1. {\displaystyle \forall t_{0}<t_{1}<\dots <t_{n},W_{t_{0}},W_{t_{1}}-W_{t_{0}},\dots ,W_{t_{n}}-W_{t_{n-1}}} sont des variables aléatoires indépendantes.
2. {\displaystyle \forall A\in {\mathcal {B}}(\mathbb {R} ),\forall s,t\in \mathbb {R} ^{+},\mathbb {P} (\{W_{s+t}-W_{s}\in A\})=\int _{A}{\dfrac {1}{\sqrt {2\pi t}}}\exp \left(-{\dfrac {x^{2}}{2t}}\right)dx}
3. {\displaystyle \mathbb {P} (t\mapsto W_{t}{\text{ est continue}})=1}
4. {\displaystyle \mathbb {P} (W_{0}=0)=1}

La propriété 1) signifie que les accroissements du processus sont indépendants.
La propriété 2) dit que les accroissements sont stationnaires.